# Musi Banyuasin
Musi Banyuasin là một huyện của tỉnh Nam Sumatra (Sumatra Selatan) ở Indonesia. Huyện có tổng diện tích 14.265 km2 và dân số 497.864 người (năm 2007).
Huyện lỵ của Musi Banyuasin là Sekayu.
Huyện này được chia thành 11 phó huyện:
1. Babat Toman
2. Batang Harileko
3. Bayung Lencir
4. Keluang
5. Lais
6. Lalan
7. Plakat Tinggi
8. Sanga Desa
9. Sekayu
10. Sungai Keruh
11. Sungai Lilin
12. Tungkal Jaya